# That's just the way it is
That's just the way it is is een single van Phil Collins. Het is afkomstig van zijn studioalbum ...But seriously.
Collins heeft het lied toegelicht. Het is een aanklacht tegen oorlog en de strijd in Noord-Ierland in het bijzonder. Die strijd was al zo lang bezig dat het in Engeland gewoon tot een onderwerpje in het nieuws was verworden. De strijd dateert al vanaf het moment in 1609, als de protestanten voet zetten aan wal van het katholieke Ierland. De strijd ging van vader op zoon door, zonder dat er een eind aan leek te komen. Niemand keek meer op als een kind een bom gooide naar een ander kind. Tijdens sommige concerten lichtte Collins het nummer ook toe, hetgeen hem bij sommige media op kritiek kwam te staan.
Het lied met Collins (zang, toetsen, drums), Daryl Stuermer (gitaar), Leland Sklar (basgitaar) en David Crosby werd in de Verenigde Staten met wisselend succes ontvangen.
De B-kant Broadway chorus is een thuisdemo van Something happened on the way to heaven.

## Hitnoteringen
Het werd een bescheiden hit voor Collins. In het Verenigd Koninkrijk haalde het de 26e plaats in 5 weken notering. In de Verenigde Staten was er geen hitnotering, want de single werd daar niet uitgegeven.

### Nederlandse Top 40
| Positie: | 28 | 17 | 11 | 10 | 12 | 17 | 27 | uit |

### NederlandseDaverende 30
| Positie: | 63 | 27 | 18 | 14 | 13 | 14 | 23 | 33 | 44 | 71 | uit |

### BelgischeBRT Top 30
| Positie: | 10 | 21 | 15 | 26 | 24 | uit |

### VlaamseUltratop 50
| Positie: | 40 | 20 | 20 | 19 | 26 | 30 | 47 | uit |

### NPO Radio 2 Top 2000
That's just the way it is stond alleen in 2012 in de NPO Radio 2 Top 2000, op plek 1957.